# Timar
Timar es una aldea chilena ubicada a orillas de la quebrada Garza (o Calisama) en la comuna de Camarones, Región de Arica y Parinacota. Es un poblado de origen colonial
Luis Risopatrón lo describe en su Diccionario geográfico de Chile (1924):: 881 
Timar (Pueblo). Es pequeño, está habitado por indígenas y se encuentra en la parte superior de la quebrada de Calisama, hacia el NE del caserío de Codpa.

## Atractivos turísticos

### Iglesia de Juan Bautista de Timar
La Iglesia de San Juan Bautista de Timar es parte de un conjunto mayor denominado genéricamente "Iglesias del Altiplano". Estas iglesias son representativas de las formas de evangelización temprana ocurrida en la región andina, exponentes de una realidad transfronteriza que abarca Bolivia, Argentina y Chile. Su tipología se caracteriza por una nave única y techumbre a dos aguas, el campanario exento o adjunto, el espacio atrio, las capillas posas, el calvario y la barda perimetral. Como mínimo, existe el edificio de una nave y su espacio atrio; la adición de otras construcciones dependerá de la importancia del poblado y de su origen (prehispánico o colonial).  
Fue declarado Monumento Histórico en el año 2017